# Placówka Straży Celnej „Brzeźno” (Czarnków)

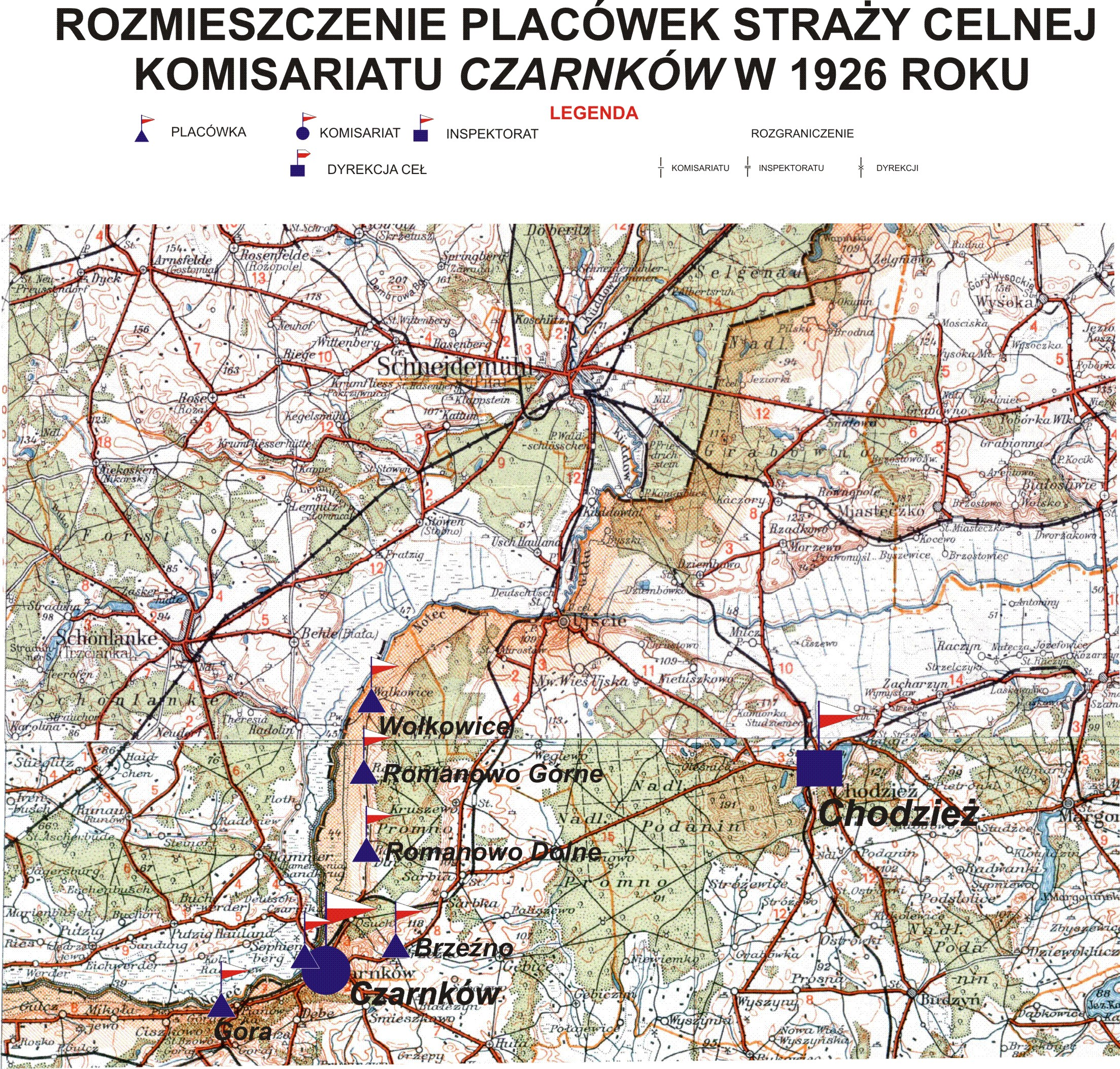
Rozmieszczenie placówek Straży Celnej Komisariatu Czarnków w 1926 roku

Placówka Straży Celnej „Brzeźno” – jednostka organizacyjna Straży Celnej pełniąca w okresie międzywojennym służbę ochronną na granicy polsko-niemieckiej.

## Formowanie i zmiany organizacyjne
Na wniosek Ministerstwa Skarbu, uchwałą z 10 marca 1920 roku, powołano do życia Straż Celną. Od połowy 1921 roku jednostki Straży Celnej rozpoczęły przejmowanie odcinków granicy od pododdziałów Batalionów Celnych. Proces tworzenia Straży Celnej trwał do końca 1922 roku. Placówka Straży Celnej „Brzeźno” weszła w podporządkowanie komisariatu Straży Celnej „Czarnków” z Inspektoratu SC „Międzychód”.
W drugiej połowie 1927 roku przystąpiono do gruntownej reorganizacji Straży Celnej. W praktyce skutkowało to rozwiązaniem tej formacji granicznej. Ochronę północnej, zachodniej i południowej granicy państwa przejęła powołana z dniem 2 kwietnia 1928 roku Straż Graniczna. Placówka Straży Celnej „Brzeźno” nie znalazła się w strukturze Straży Granicznej.

## Funkcjonariusze placówki
Kierownicy placówki
| stopień          | imię i nazwisko, numer | okres pełnienia służby | kolejne stanowisko |
| ---------------- | ---------------------- | ---------------------- | ------------------ |
| starszy strażnik | Jan Andraszyk (1707)   | był w 1926             |                    |

Obsada personalna placówki w 1926:
- starszy strażnik Jan Andraszyk (1707)
- strażnik Stanisław Czwojdrak (21)
- strażnik Ignacy Murawski (352)